# Gouvernement André Tardieu (3)
Pour les articles homonymes, voir Gouvernement André Tardieu.
Troisième République
Laval III Herriot III
Le troisième Gouvernement André Tardieu a débuté le 20 février 1932 et s'est terminé le 3 juin 1932.
Il prendra fin après la victoire législatives du deuxième Cartel des gauches.

## Composition
| Portefeuille                                                                   | Titulaire | Titulaire                            | Parti |
| ------------------------------------------------------------------------------ | --------- | ------------------------------------ | ----- |
| Président du Conseil                                                           |           | André Tardieu                        | AD    |
| Vice-président du Conseil                                                      |           | Paul Reynaud                         | AD    |
| Ministres                                                                      |           |                                      |       |
| Ministre des Affaires étrangères                                               |           | André Tardieu                        | AD    |
| Ministre des Finances                                                          |           | Pierre-Étienne Flandin               | AD    |
| Ministre de la Défense nationale                                               |           | François Piétri                      | AD    |
| Ministre de la Justice                                                         |           | Paul Reynaud                         | AD    |
| Ministre de l'Instruction publique et des Beaux-Arts                           |           | Marius Roustan                       | RI    |
| Ministre de l'Intérieur                                                        |           | Albert Mahieu                        | RI    |
| Ministre du Commerce, des Postes, Télégraphes et des Téléphones                |           | Louis Rollin                         | AD    |
| Ministre des Travaux publics et de la Marine marchande                         |           | Charles Guernier                     | RI    |
| Ministre de l'Agriculture                                                      |           | Claude Chauveau                      | AD    |
| Ministre du Travail et de la Prévoyance Sociale                                |           | Pierre Laval                         | DVD   |
| Ministre de la Santé publique                                                  |           | Camille Blaisot                      | FR    |
| Ministre des Colonies                                                          |           | Louis de Chappedeleine               | RI    |
| Ministre des Pensions et des Régions libérées                                  |           | Auguste Champetier de Ribes          | PDP   |
| Sous-secrétaires d’État                                                        |           |                                      |       |
| Sous-secrétaire d’État à la présidence du conseil                              |           | Maurice Petsche                      | AD    |
| Sous-secrétaire d’État aux Affaires étrangères                                 |           | Pierre Cathala                       | RI    |
| Sous-secrétaire d’État à l'Intérieur                                           |           | Maurice Foulon                       | SE    |
| Sous-secrétaire d’État aux Finances                                            |           | Pierre Perreau-Pradier               | AD    |
| Sous-secrétaire d’État à l'Instruction publique chargé de l'Éducation physique |           | Émile Morinaud                       | RI    |
| Sous-secrétaire d’État à la Défense nationale                                  |           | Étienne Riché (jusqu'au 10 mai 1932) | RI    |
| Sous-secrétaire d’État à la Défense nationale                                  |           | Achille-Armand Fould                 | FR    |
| Sous-secrétaire d’État aux Travaux publics et à la Marine marchande            |           | Gaston Gérard                        | AD    |
| Sous-secrétaire d’État aux Travaux publics et à la Marine marchande            |           | Charles Péchin                       | FR    |